# Sarah (EP)
Sarah è il secondo EP della cantautrice italiana Sarah Toscano (accreditata come Sarah), pubblicato il 17 maggio 2024 dall'etichetta Warner Music Italy.

## Descrizione
L'edizione standard del disco, composta da sei brani e prodotta da Emanuele Cotto, in arte Daniele Autore, in arte Danusk, Etta Matters o più semplicemente Etta, Eugenio Valente, Francesco Catitti, in arte Katoo, Michele Canova Iorfida, e i Room9, gruppo musicale composto da Gabriel Rossi, in arte Kende, Lorenzo Santarelli e Marco Salvaderi, è stata pubblicata durante la partecipazione della cantautrice alla ventitreesima edizione del talent show Amici di Maria De Filippi.
Successivamente, il 26 luglio 2024, il disco è stato riadattato per una riedizione streaming con l'aggiunta del brano Roulette.

## Promozione
Per promuovere il disco la cantautrice è stata impegnata con un tour che l'ha vista esibirsi, in estate, in vari festival musicali e nei club italiani ed europei: dal 20 maggio al 16 giugno, per dodici date, si è svolto l'Instore Tour, mentre dal 15 giugno al 28 agosto si è svolto da Roma a Monterosso al Mare (LS) il Sarah Live Summer 2024.

## Tracce
1. Sexy magica – 2:39 (testo: Sarah Toscano, Giampiero Gentile, Raffaele Esposito – musica: Giampiero Gentile, Raffaele Esposito)
2. Touché – 2:12 (Sarah Toscano, Emanuele Cotto, Viviana Colombo)
3. Viole e violini – 2:51 (Sarah Toscano, Leonardo Zaccaria, Michele Canova Iorfida, Vincenzo Colella)
4. Mappamondo – 2:48 (Alex Andrea Vella, Federica Abbate, Francesco Catitti, Tony Maiello)
5. L'ultima volta – 2:45 (testo: Sarah Toscano, Daniele Autore, Emanuela Caricchia, Emanuele Cotto, Francesco Sponta – musica: Daniele Autore, Emanuele Cotto)
6. Voilà (Live) – 1:44 (Barbara Pravi, Igit, Lil Poe)

Traccia bonus nella riedizione digitale
1. Roulette – 2:50 (Gianpiero Gentile, Raffaele Esposito)

## Classifiche
| Classifica (2024) | Posizione massima |
| ----------------- | ----------------- |
| Italia            | 12                |